# Zone de sécurité (télévision)

Zones sur un écran PAL. En rouge la zone invisible, en orange la « zone de sécurité d'action » et en vert la « zone de sécurité de titre ».

La zone de sécurité est, dans la production télévisuelle, la zone de l'image visible sur les écrans de télévision. 
Les écrans plats, les écrans à plasma et les écrans à cristaux liquides peuvent généralement afficher la majeure partie de l'image en dehors des zones de sécurité. Cependant, les téléviseurs plus anciens peuvent afficher moins d'espace à l'extérieur de la zone de sécurité que ces derniers.  
L'utilisation de zone de sécurité dans la production télévisuelle garantit ainsi que les parties les plus importantes de l'image sont vues par la majorité des téléspectateurs. 
La taille de la zone de sécurité est généralement spécifiée en pixels ou en pourcentage. Les normes de télévision analogique NTSC et PAL ne spécifient pas officiellement   de montant et les producteurs utilisent leurs propres directives. 
Certains logiciels de montage vidéo ont des options afin d'indiquer les zones de sécurité lors du montage. 

## Zone de sécurité de titre
La zone de sécurité de titre ou zone de sécurité graphique est, en radiodiffusion télévisuelle, une zone rectangulaire suffisamment éloignée des quatre bords pour que le texte s'affichent avec une marge et sans distorsion. 
Si l'éditeur du contenu ne prend pas soin de s'assurer que tous les titres se trouvent dans la zone de sécurité des titres, certains éléments peuvent avoir leurs bords coupés lorsqu'ils sont affichés sur certains écrans,.  
Les programmes de montage vidéo qui peuvent produire des vidéos pour la télévision ou le Web peuvent prendre en compte la zone de sécurité du titre. Dans iMovie, il est conseillé à l'utilisateur de décocher la case Marges QT pour le contenu destiné à la télévision et de la cocher pour le contenu destiné uniquement à QuickTime sur un ordinateur. Final Cut Pro peut afficher deux rectangles en superposition des images, le rectangle intérieur étant la zone de sécurité du titre et le rectangle extérieur la zone de sécurité d'action. 
Dans l'illustration, la zone verte est appelée zone « sans danger pour le titre ». Cette zone sera vue par tous les écrans de télévision, quel que soit le moment où ils ont été créés, à moins que l'utilisateur n'ait modifié les paramètres. Ce terme « sans danger pour le titre » provient du fait que c'est là que l'on peut afficher en toute sécurité du texte. 

## Zone de sécurité d'action
Selon la manière dont un téléviseur est ajusté, les téléspectateurs peuvent voir une zone plus grande que la zone de sécurité pour le titre. La zone de sécurité d'action est un rectangle plus grand, composé de la zone verte de sécurité du titre et d'un rectangle autour d'elle affiché en orange. 